# Gymnothorax dovii
Gymnothorax dovii är en fiskart som först beskrevs av Günther, 1870.  Gymnothorax dovii ingår i släktet Gymnothorax och familjen Muraenidae. IUCN kategoriserar arten globalt som livskraftig. Inga underarter finns listade i Catalogue of Life.